# Balıklıçeşme, Biga
Balıklıçeşme là một xã thuộc huyện Biga, tỉnh Çanakkale, Thổ Nhĩ Kỳ. Dân số thời điểm năm 2011 là 1.356 người.